# Juicy Salif

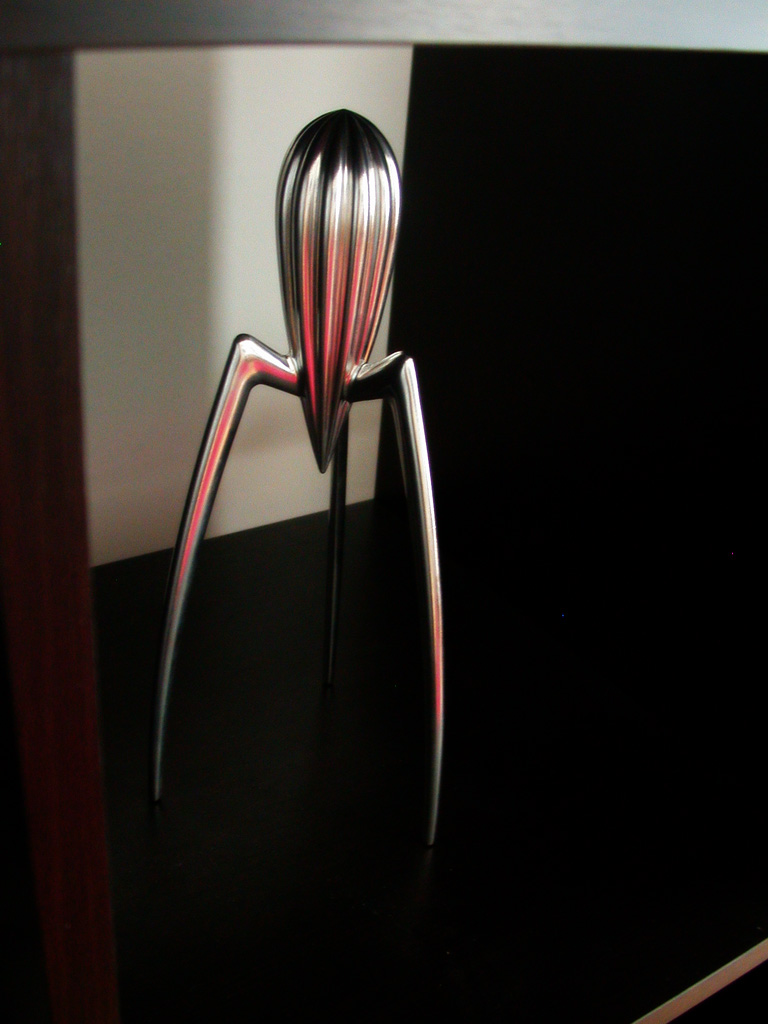
Juicy Salif.

El Juicy Salif és un espremedor de fruita dissenyat per Philippe Starck el 1990. És considerat com una joia de col·leccionistes i una icona del disseny industrial. Malgrat que moltes persones pensen que el disseny està inspirat en una aranya; Phillipe Starck va fer un primer esbós de l'espremedora en el tovalló de paper del restaurant on estava menjant, just després d'haver d'esprémer una llimona en un plat de calamars. Fou comercialitzada per la companyia italiana Alessi. Fa 14 cm de diàmetre i 29 cm d'alçada i està fabricat en alumini polit. Per al desè aniversari, es va llençar una sèrie de 10.000 espremedores banyades en or, que van ser enumerades individualment. També existeix una versió en blanc i negre. Els dos són productes per a col·leccionistes, particularment la versió en blanc i negre, ja que és molt difícil de trobar. La versió banyada en or és ornamental, ja que l'àcid cítric de la llimona descoloreix i erosiona el bany.